# Crazy Comets
Crazy Comets è un videogioco sparatutto del 1985, sviluppato e pubblicato dalla Martech per Commodore 64. La colonna sonora è stata composta da Rob Hubbard. Il giocatore controlla un'astronave che deve distruggere tutti gli asteroidi, prima che questi precipitino sulla Terra e la distruggano.